# Тавричанка (Херсонская область)
Тавричанка (укр. Тавричанка) — село в Каховском районе Херсонской области Украины. Центр Тавричанской сельской общины.
Население по переписи 2001 года составляло 1671 человек. Почтовый индекс — 74862. Телефонный код — 553691. Код КОАТУУ — 6523585001.

## Местный совет
74862, Херсонская обл., Каховский р-н, с. Тавричанка, ул. Соборная, 32